# Stenoloba umbrifera
Stenoloba umbrifera är en fjärilsart som beskrevs av George Francis Hampson 1918. Stenoloba umbrifera ingår i släktet Stenoloba och familjen nattflyn. Inga underarter finns listade i Catalogue of Life.